# آگوستا دابنی
آگوستا دابنی (به انگلیسی: Augusta Dabney) (زاده ۲۳ اکتبر ۱۹۱۸ – درگذشته ۲۸ ژوئیه ۲۰۰۸) بازیگر آمریکایی بود.
از فیلم‌هایی که وی در آن نقش داشته‌است می‌توان به مقاله اشاره کرد.